# Perlaky Elek
Perlaky Elek (Győr, 1840. október 24. – Balatonfüred, 1904. június 19.) országgyűlési képviselő.

## Élete
Tanulmányait Felsőlövőn, Győrött és Sopronban végezte; 1859-ben a magyaróvári gazdasági akadémiát látogatta, 1860-61-ig joghallgató volt Bécsben és Pesten, 1861-től 1865-ig pedig gazdatiszt Károlyi Lajos gróf, majd Károlyi Alajos gróf birtokain. 1865-től 1870-ig mint Károlyi Alajos gróf főpénztárnoka Bécsben, 1870-től 1876-ig pedig Pesten lakott. 1870-től ügyvédként dolgozott. Fővárosi tartózkodása alatt tevékeny részt vett a közügyekben; 1872-ben az országos gazdasági egyesület választmányának és pénzügyi bizottságának lett tagja; 1876-ban a józsefvárosi I. számú iskolaszék alelnöke, majd elnöke lett; 1877-ben a párizsi nemzetközi kiállítás magyar központi bizottságában, majd a nemzetközi zsűriben foglalt helyet. 1879-től 1887-ig Károlyi Alajos gróf nagykövet magántitkára gyanánt működött Londonban. Itteni tartózkodása alatt a londoni magyar egylet vezértitkára gyanánt szerepelt, részt vett az 1880. és 1885. évi kiállításokon mint a nemzetközi zsűri tagja. Ugyanezen években beutazta egész Európát, 1882-ben pedig nagyobb tanulmányutat tett az Amerikai Egyesült Államokban és Kanadában. 1879-ben az olasz korona-rend lovagja, 1886-ban királyi tanácsos lett, 1887-ben országgyűlési képviselő Szatmár megye Krassó kerületéből, szabadelvű programmal; tagja volt a közgazdasági bizottságnak. Mint nyugalmazott magántitkárát, Károlyi Alajos gróf megbízta őt összes birtokai számvevőségének és főpénztárának vezetésével. Elhunyt 1904. június 19-én, örök nyugalomra helyezték Győrött, 1904. június 23-án délelőtt az evangélikus egyház szertartása szerint.
A Pesti Hírlap londoni levelezője volt (1879-1887).
Országgyűlési beszédei a Naplókban vannak.